# おわら風の盆
おわら風の盆（おわらかぜのぼん、Owara Kaze no bon）は、富山県富山市八尾地区で、毎年9月1日から3日にかけて行われている富山県を代表する行事（年中行事）である。
越中おわら節の哀切感に満ちた旋律にのって、坂が多い町の道筋で無言の踊り手たちが洗練された踊りを披露する。艶やかで優雅な女踊り、勇壮な男踊り、哀調のある音色を奏でる胡弓の調べなどが来訪者を魅了する。おわら風の盆が行なわれる3日間、合計25万人前後の見物客が八尾を訪れ、町はたいへんな賑わいをみせる。2006年（平成18年）に、「とやまの文化財百選（とやまの祭り百選部門）」に選定されている。
1998年（平成10年）からは、9月末 - 10月初頭前後にて開催される『月見のおわら』も実施されている。
2020年は新型コロナウイルス感染拡大防止に伴い、前夜祭を含め中止となる。中止となるのは1945年の第二次世界大戦が終戦した年以来である。2021年も引き続き前夜祭を含め中止となる。

## 概要

### 起源と由来
おわらの起源は、江戸時代の元禄期にさかのぼると伝えられている（『越中婦負郡志』）。それによると、町外に流出していた「町建御墨付文書」を町衆が取り戻したことを喜び、三日三晩踊り明かしたことに由来するのだという。
「風の盆」の名称の由来については、風鎮祭からともお盆行事からともいわれるが、はっきりとしたことはわからない。

### おわらの11団体とおわら保存会と越中八尾おわら道場
風の盆の行事を行なっているのは、「東町・西町・今町・上新町・鏡町・下新町・諏訪町・西新町・東新町・天満町」の10の旧町内とそれらの旧町内外から移り住んだ人たちからなる「福島」の計11団体である。これらの11団体の代表者によって構成される「富山県民謡越中八尾おわら保存会」がある。1929年（昭和4年）8月、「越中八尾民謡おわら保存会」が設立され、初代会長には私財を投げ打ち、おわらの保存育成に力を注いだ東町の医師で、おわら中興の祖と呼ばれる川崎順二であった。このおわら保存会を「本部」、11団体を「支部」と称しているが両者のあいだに上意下達の指揮命令系統があるわけではなく、風の盆の行事については各支部が自主的に行なっている。なお、風の盆で今町にある聞名寺境内で踊っているのは、「聞名寺風の盆講中」、「越中八尾おわら道場」の人たちであるとされる。
2013年（平成25年）には、八尾高校郷土芸能部がおわら風の盆に初めて参加し、越中八尾駅前特設ステージや、東町のふらっと館で舞台演技を披露したほか、町中で町流しを行ない晴れ舞台を務めた。同部は地元の伝統芸能であるおわら節を習得し継承することを目的に活動しており、以前よりおわら保存会から三味線、胡弓、唄、踊りの指導を受けていたが、上達のためには目標になるものが必要と指導者からの提案を保存会が了承し、風の盆への参加が認められ、現在も参加している。
富山県民謡越中八尾おわら保存会の伝承に対して異を唱え、別の伝承を行う団体である「越中八尾おわら道場」が存在する。
越中八尾おわら道場は1985年(昭和60年)に設立された。結成当初は「越中おわら保存研修道場」という名称であったが、1989年(昭和64年/平成元年)に現在の名称に変更している。

### おわらの踊り

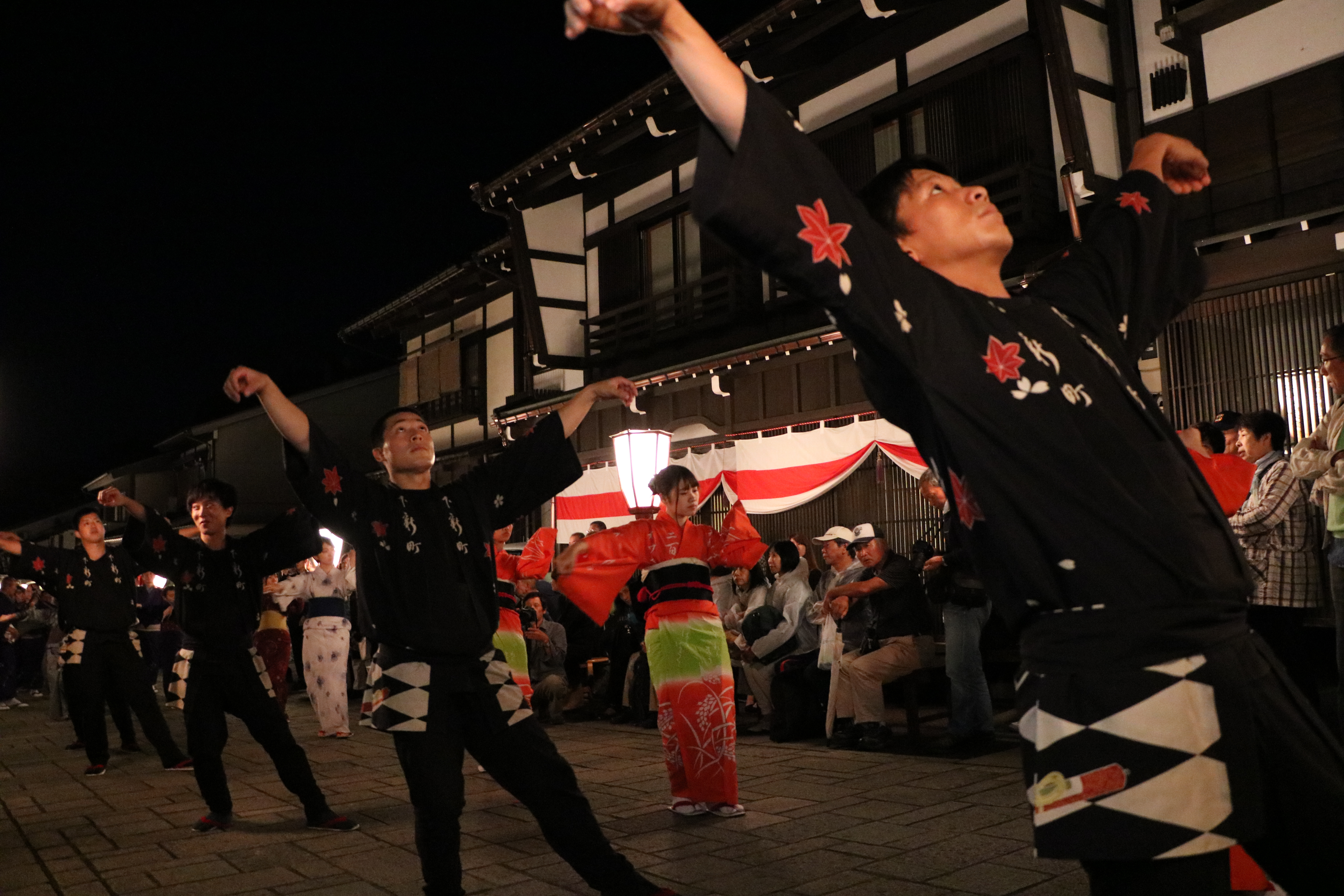
町流し。諏訪町通りにて。

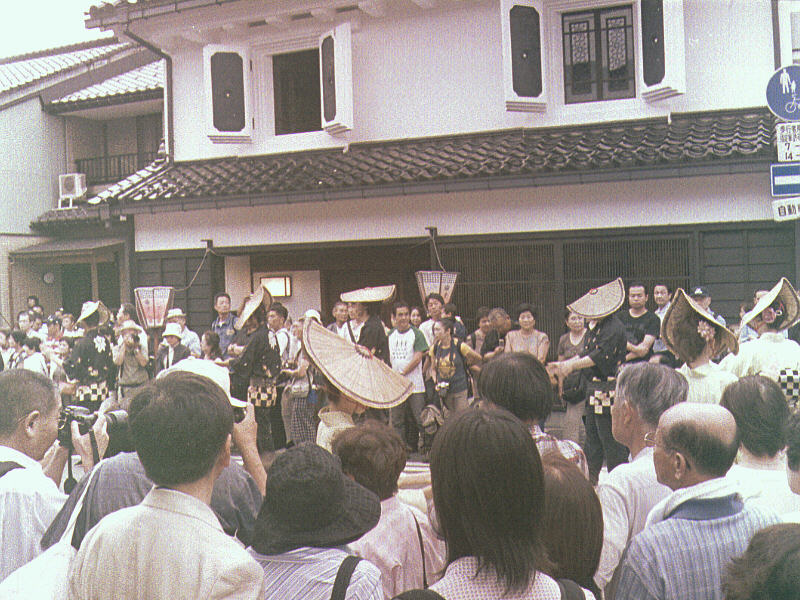
輪踊り

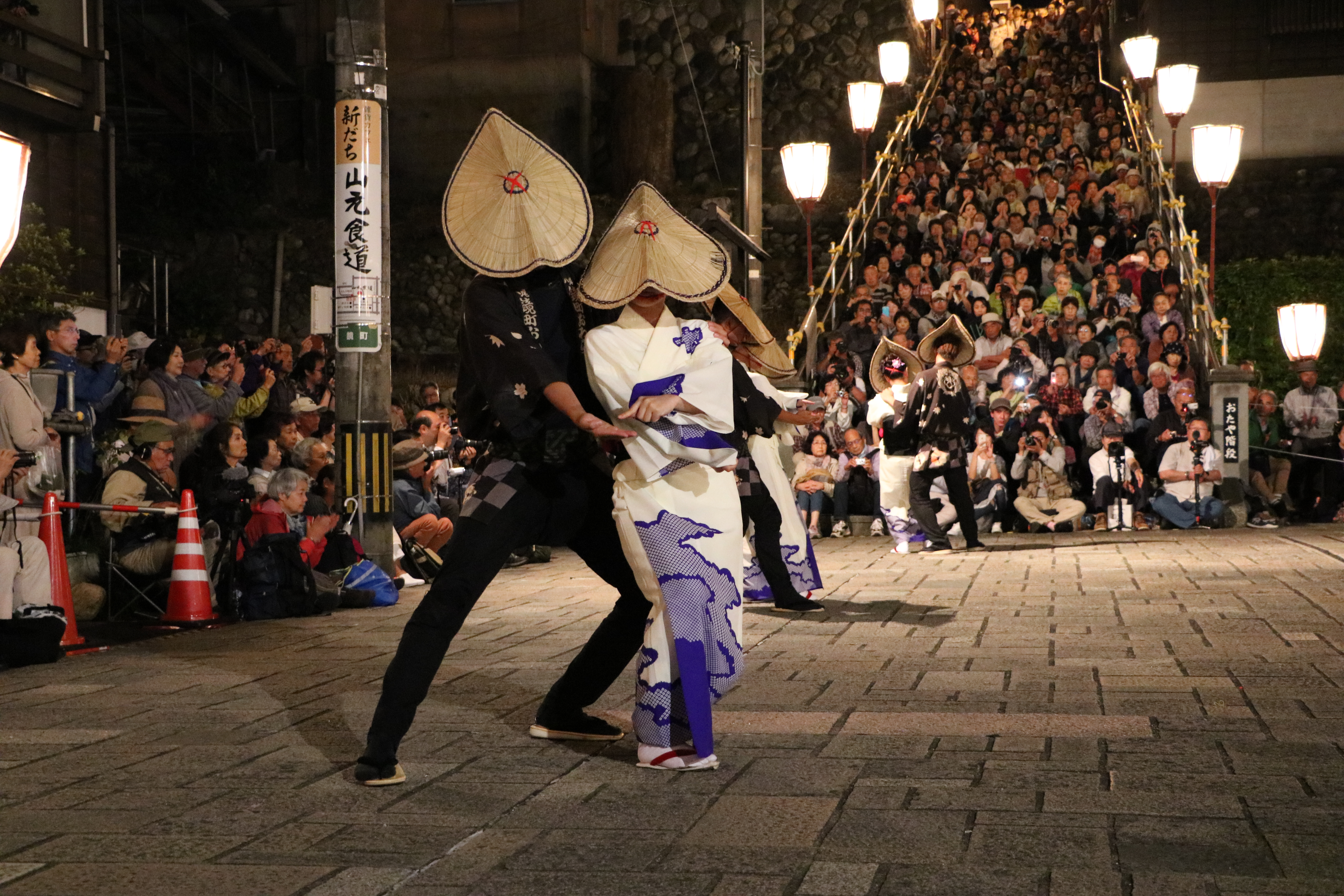
鏡町おたや階段前にて。

- 町流しは、地方（じかた）の演奏とともに各町の踊り手たちがおわらを踊りながら町内を練り歩くものである。この町流しが、古来からのおわらの姿を伝えるものとされている。
- 輪踊りは、地方を中心にして踊り手たちが輪を作って踊るものである。
- 舞台踊りは、演舞場での競演会や各町に設置される特設ステージで見られる踊りで、旧踊りや新踊りを自在に組み込んで各町が独自の演技を披露する[注釈 2]。
- 「豊年踊り（旧踊り）」「新踊り」および「男踊り」「女踊り」については、越中おわら節の項「おわら踊り」を参照。

## 公式スケジュールとその後
おわら風の盆のスケジュールを以下に挙げる。なお開催期間中は市内に交通規制が敷かれ、旧町内の各地区で車の乗り入れが禁止される。また、雨天の場合は一切の行事が中止（休止）となる。踊りが始まるとその周辺はトイレに行けないほどの人ごみのため移動制限が行われることもある。また、スリに遭う可能性もあるので貴重品はバックの中に入れたほうが良い。
前夜祭並びに本祭の公式スケジュール期間内は、踊り手、地方（じかた）はそれぞれ各町内で決められた衣装であるが、それ以降は地方の多くが各自思い思いの着流しに着替え、草履も履き替え町流しに出る。またOGなどが踊りに加わる。詳細は越中おわら節の項「衣装」を参照。

### 前夜祭
本祭前の8月20日から30日まで11日間に渡り前夜祭が行なわれる。なお、31日は本祭前の休みである。前夜祭の期間中は18時30分から20時まで八尾観光会館（曳山展示館）で、風の盆の上映会・踊り方教室・踊りの鑑賞会が行われる（有料）。その後、毎夜11町（支部）が交代で20時より自町内にて町流しと輪踊りまた舞台踊りを22時まで行っている。輪踊りには一般観光客も輪に入り踊ることができる。また土曜・日曜日は混雑緩和のため2町開催となっており、その担当日の順番は年により異なる。前夜祭期間中の最終日曜日には、13時から16時までおわらのど自慢大会が行なわれる。

### 本祭 9月1・2日
本祭初日と2日目は、15時から各町（支部）で町流し・輪踊りがはじまる。公式スケジュールでは23時までとされているが、見物客の多くが引き上げてからも明け方まで、地方と踊り手たちが休憩を挟みながらおわらを続けている。なお、17時から19時までは夕食のため踊りは休止となる。また上新町では夜に大輪踊り会場として一般観光客も輪に加わり大きな輪ができるほか、各町の公民館前、町の辻々などで輪踊りを行うことがあるが、一般観光客も輪に入り踊ることができる場合もある。
19時から20時35分ごろまで、八尾小学校グラウンドに特設される演舞場で競演会が行われ（有料）、各町（支部）内の優美なおわらを鑑賞することができる。なお2006年（平成18年）は1日に東町・諏訪町・鏡町・西新町・天満町、2日に福島・今町・上新町・下新町・西町・東新町の順で演舞が行なわれた。また八尾観光会館（曳山展示館）でも各町内の演舞を鑑賞できるほか（有料）、期間中何箇所か設けられる特設ステージや、各町の公民館前などでも演舞を見る事ができる。

### 本祭 9月3日
最終日となるこの日は、19時から各町（支部）での町流し・輪踊りがはじまる（15時から19時は踊っていない）。1日、2日同様、八尾小学校グウランド、八尾観光会館（曳山展示館）のほか、何箇所か設けられる特設ステージや、各町の公民館前などでも演舞を見る事ができるほか、上新町での大輪踊り、各町の公民館前、町の辻々などでも輪踊りが行われる。
3日目の八尾小学校グラウンドでの演舞会は2017年（平成29年）に初めて行われたもので、これまで2日間でそれぞれ5町または6町と分かれて出演していたが、3日間に増やし初めて出演する八尾高校郷土芸能部を含め、1日あたり4町（4組）が担当し出演した。
これにより、演舞会の時間が短縮すること、町中で踊る町内が増え、観光客が町中での街流しや輪踊りに触れる機会が多くなった。
また、この日も公式スケジュールは23時までとされているが、風の盆の終わりを惜しむかのように各町の地方と踊り手たちは4日の明け方まで休憩を挟みながらおわらを続ける。
JR越中八尾駅に最も近い福島支部の踊り手たちは、毎年4日早朝、越中八尾駅ホームにて富山駅行き、猪谷駅行き始発列車の乗客をおわらで見送る「見送りおわら」を行っている。

## 交通と宿泊について

### 鉄道
- 富山駅 - 越中八尾駅 - 猪谷駅間で臨時快速列車が昼から深夜まで多数（2008年は29往復）設定されるほか、定期列車への増結や接続する他路線でも臨時列車の運転が行われる。
- おわら風の盆の本祭最終日以外の日（1日 - 2日）には特急「ひだ」の増結が行われる。
  - 過去（2019年まで）には夕方に高山駅 → 越中八尾駅間の延長運転や深夜に越中八尾駅 → 高山駅間の臨時「ひだ」の運転が行われていた。
- 2010年（平成22年）までは大阪駅から福井駅・金沢駅などを経て越中八尾駅まで乗り入れる臨時特急「おわら」が設定される年もあった。

### バス・タクシー
富山駅 - 八尾間の定期バス（富山地方鉄道）があり、夜間は臨時便が出る。また富山駅やホテルなどよりタクシーで向かう方法もある。風の盆会場では臨時のタクシー乗降車場が3カ所ほど設けられる。

### 自動車
車での来訪に際しては事前に駐車場位置を確認しておくことが望ましい。旧八尾町中心部には観光客用の駐車スペースがほとんどなく、町民広場は観光バス専用となっており、祭りの行われる時間帯は一切の車の通行が禁止されるため、本祭の期間には祭りの行われる中心部から数km離れたところに臨時駐車場が2カ所ほど設けられ、そこからシャトルバスが運行される。
例年、案内表示を無視して中心部まで乗り入れ、交通規制が始まって立ち往生する観光客の車が多く見られる。また、伏木港に停泊するクルーズ船のツアーに参加する方法もある。

### 宿泊
八尾地域の中心部の宿泊施設は小規模なビジネスホテルや旅館が数軒しかなく、祭りの間のみ臨時営業する民宿や中心地上新町まで徒歩5分から6分に位置する会員制ホテルを合わせても1000人ぐらいしか宿泊できない。そのため観光客の大部分は富山市中心部のホテルや県東部の宇奈月温泉、県西部の高岡市・砺波市中心部のホテルや庄川温泉、遠くは金沢市や高山市・飛騨市等県外で宿泊する形にならざるを得ない。

## 関連施設
- 八尾おわら資料館 東町 - 川崎順二が蒐集したおわらに関する資料を常設展示している。
- 越中八尾観光会館（曳山展示館） 上新町 - 毎年5月3日に同町で行なわれる越中八尾曳山祭に登場する曳山の常設展示場になっており、ホール（ステージ）では「風の盆」の時期以外にも、毎月第2・第4土曜日におわらを見学することができる（有料）。毎年2月に行われる「越中八尾冬浪漫」というイベントでは、ホールにて民謡セッション（有料）が行われ、各町内の曳山・獅子囃子、越中おわら節が披露されるほか、毎年7月中旬にはおわら保存会によるおわら演技発表会が行われる。また、おわら絵師として知られる八尾出身の俳人版画家、林秋路の作品を展示している。
- 坂のまち美術館 上新町（閉鎖）

## 関連作品
- 1981年3月2日-27日、NHK銀河テレビ小説で連続ドラマ『風の盆』が放送される。
- 高橋治の小説『風の盆恋歌』（1985年刊）が発表されると「おわらブーム」に火がつきテレビドラマ・演劇化される。
  - テレビドラマ化作品の『越中おわら風の盆』（NHK-BS1）は、1988年9月4日4時30分 - 5時30分に、本祭の模様を生中継した映像と、『風の盆恋歌』をもとにした音声ドラマを展開して放送された。いわゆる生放送ドラマの一つであり、後の1993年にギャラクシー賞30周年記念賞を受賞した。
- 石川さゆりが歌唱した同名タイトルのシングル『風の盆恋歌』も発表され（1989年発売、なかにし礼作詞・三木たかし作曲）、「風の盆」は全国的に有名になった。以来、ふだんは人口2万人ほどの山間にある静かな町に、「風の盆」の3日間に30万人ほどの観光客が訪れるようになっている。
  - なお、演歌・歌謡曲では、上述の石川さゆりの「風の盆恋歌」の他にも、中村美律子の「おんな風の盆」や瀬口侑希の「八尾しぐれ」などといった、おわら風の盆を題材にした歌曲が数多く歌われている。
- 内田康夫『風の盆幻想』（幻冬舎）、西村京太郎『風の殺意・おわら風の盆』（文春文庫）、和久峻三『越中おわら風の盆殺人事件 - 赤かぶ検事奮戦記』（徳間書店）、森村誠一『完全犯罪の使者』のようにミステリ作品の舞台にもなっている。
- ミステリ作品以外でも、渡辺淳一『愛の流刑地』（2006年5月刊）の冒頭で男が女に、ひょっとしておわらを舞うか、と尋ねる場面がある。また、五木寛之『風の棺』（『鳩を撃つ』新潮社に収録）にもおわら風の盆の描写がある。
- 2016年3月、谷井千鶴子『風の盆 それから』、2019年8月、豊田美加『燈火 風の盆』が発売された。
- 岩河三郎により、『越中おわら』という合唱曲が作られた。
- NHK『みんなのうた』では、なかにし礼作詞・作曲の『風の盆』という曲が菅原洋一の歌で放映された。
- 長谷川伸の戯曲・『一本刀土俵入』では、取手宿の酌婦・お蔦が取的の茂兵衛に同情して故郷の母を想いながら、おわら節を口ずさむ場面がある。
- 文化庁芸術祭参加作品『風の盆から』（2002年、NHK総合・NHK-BShi）
- 十文字美信（写真家）による映像作品『おわら風の盆』（キヤノン EOS 7Dの動画機能による撮影）[10]。
- テクノスジャパンのゲーム『くにおくんの時代劇だよ全員集合』の「えっちゅう」のステージBGMにおわら節をアレンジした物がある。
- 2013年から2017年連載していた小玉ユキ作の漫画『月影ベイベ』はおわらを題材としていた。

## テレビ中継
- ケーブルテレビ富山で、1日、2日に八尾小学校グラウンド特設演舞場で行われる演舞会を生中継で放送し、県内の各ケーブルテレビ局にも配信される。

## その他
- 八尾小学校で行われる特設演舞場会場のステージ本体は、簡易ではなく常設されたステージである。
- 東京都墨田区で2004年（平成16年）10月に始まったイベント「おわら風の盆 in 向島」に対し、おわら風の盆の本場である富山市八尾地域の越中八尾観光協会より「風の盆」の名称を用いることに対してクレームが付けられた。話し合いがつかないまま「おわら風の盆 in 向島」は2006年10月にも再び行われたが同年6月に「おわら風の盆」は富山県民謡おわら保存会（当時）により商標登録されており、その後墨田区文化観光協会HPにお詫び文が掲載された。
- 上記のこともあってか杉並区で2012年（平成24年）に始まったイベントでは「西荻おわら風の舞」となっている[11]。ところが2019年（令和元年）、本イベントにて東京都商店街チャレンジ戦略支援事業費補助金の不正受給をしていたことが発覚した[12]。これをうけて令和元年は開催中止となった。なお2018年（平成30年）5月時点で区民から指摘があったり、10月には小林ゆみ区議から定例会において質問が挙がったりしたものの、双方で区は何も動かなかった[13]。

## 参考音源
- 『越中八尾 おわら風の盆』 越中八尾観光協会 2枚組 おわら保存会本部と11支部の総勢110人による歌と演奏
- 『風の盆恋歌』 若林美智子 JVCケンウッド・ビクターエンタテインメント おわら節の他、ポピュラー曲・オリジナル曲の胡弓演奏